# Proskynèse

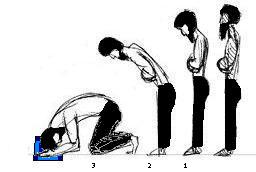
Différents niveaux de proskynèse.

La proskynèse (en grec ancien προσκύνησις / proskynésis), littéralement « envoyer un baiser vers », est un rituel qui fait référence au geste traditionnel dans la culture perse antique, qui consiste à s'incliner ou se prosterner devant une personne de rang supérieur. Ce geste est repris dans différentes cultures et à différentes époques par des souverains ou dans le cadre liturgique dans le but de « sacraliser », voire « diviniser » l'homme qui en est l'objet.
Dans l'Église orthodoxe, la proskynèse est utilisée en théologie pour indiquer la vénération aux icônes et aux reliques, à distinguer de la latrie qui est l'adoration due à Dieu lui-même et à personne d'autre.   

## Origine

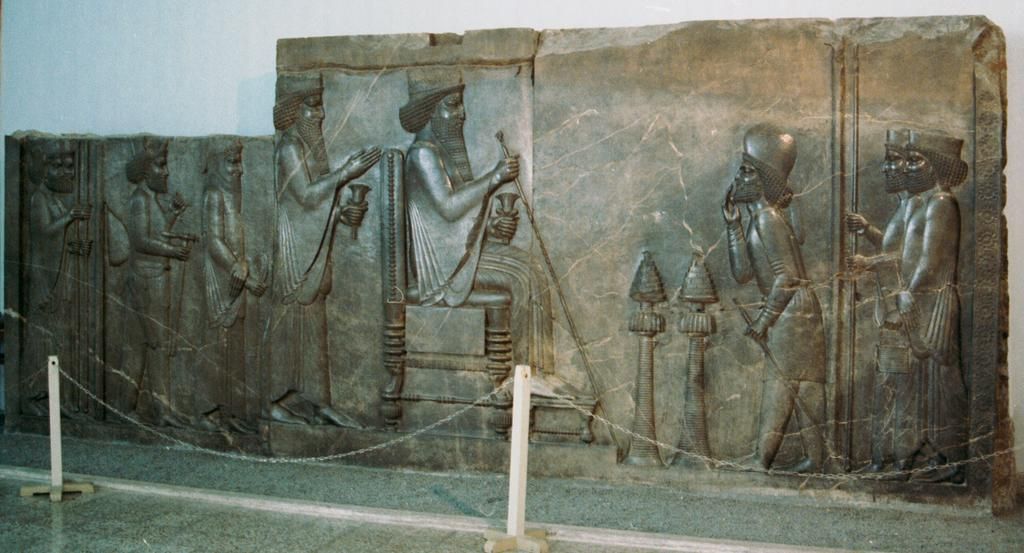
Roi perse (assis au centre) et un de ses courtisans (à droite) lui envoyant un baiser de la main. Geste traditionnel de la proskynèse.

Le mot grec proskynésis est dérivé du verbe proskynéô (προσκυνέω), lui-même composé des mots pros (πρός), « vers », et kynéo (κυνέω), « baiser ». On peut le traduire par « prosternation, adoration ». 
La proskynèse est d'origine perse du temps de la dynastie achéménide. Elle est apparue au VIe siècle av. J.-C. dans les temples pour adorer les dieux ou à la cour des grands rois, l'étiquette exige une inclination du buste et un baiser de la main en l'air. 
Les auteurs grecs de l'époque classique assurent que pour obtenir une audience devant le souverain perse, le demandeur devait s'engager à effectuer la proskynèse devant le roi. Plutarque écrit que juste avant l'audience de Thémistocle face au grand roi, le chiliarque Artaban précise les conditions de celle-ci dans ces termes : « Pour nous, parmi d'autres très belles lois que nous avons, la plus belle est celle qui ordonne de révérer le roi et de faire la proskynèse devant lui comme devant l'image du dieu (Eikôn Theou) qui gouverne le monde. Si donc approuvant nos usages, tu consens à te prosterner, tu pourras le voir et lui parler ; mais si tu n'es pas d'accord là-dessus, tu devras avoir recours à d'autres comme intermédiaires, pour communiquer avec lui, car l'usage traditionnel n'admet pas que le roi donne audience à un homme qui refuse de se prosterner ».   
Introduits devant le roi perse, Xerxès, les Spartiates Sperthias et Boulis refusent d’effectuer le geste demandé malgré les ordres et les menaces des gardes sous prétexte que ce n'est pas dans leur coutume de se prosterner devant un homme. En effet selon Hérodote, faire la proskynèse devant un « mortel » est une pratique barbare et ridicule car c'est une pratique réservée exclusivement aux dieux.  
Sur les reliefs d'audience, le personnage devant le roi s'incline et envoie un baiser de la main, mais pour les Grecs, la proskynèse fait référence à un geste précis, celui de se jeter à plat ventre ou à genoux devant le trône royal. Selon Hérodote, le niveau d'inclinaison dépend de la différence sociale entre les deux hommes. Si les deux hommes sont du même rang, ils se saluent par un baiser sur la bouche, si l'un des deux est de condition légèrement inférieure, ils se baisent la joue, et enfin si l'un des deux est de basse condition, il s'incline, se met à genoux ou se prosterne selon son rang et fait alors la proskynèse. C'est pourquoi les Grecs ont pensé que les Perses considéraient leur roi comme un dieu, vu qu'il était le seul à recevoir la proskynèse de tous les autres.

## Pratiques et utilisations

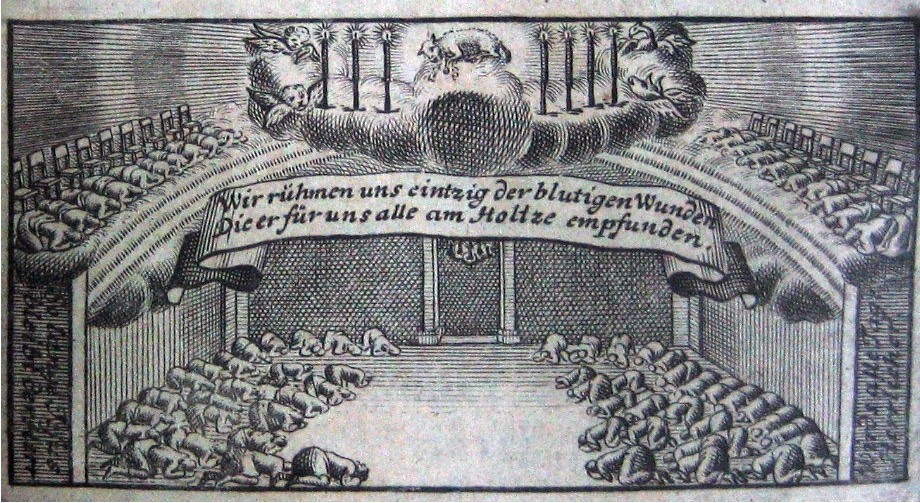
Proskynèse dans le cadre d'une prière commune.

Alexandre le Grand tente de l'imposer vers 327 av. J.-C. mais il est confronté à la résistance des Macédoniens tenants de la tradition, avec Callisthène en tête, lors de l'affaire de la proskynèse à Bactres. Alexandre abandonne par la suite cette idée. Le rituel est ensuite adopté par certains rois hellénistiques comme chez les Séleucides.
Chez les Parthes, au Ier siècle av. J.-C., le rituel nécessite une génuflexion puis, chez les Sassanides, au IIIe siècle, il se transforme en une prosternation totale avec l'obligation de rester dans cette position jusqu'à ce que le roi ordonne de se relever. 
L'empereur romain Dioclétien (284-305) l'adopte à son tour à sa cour en l'an 291. Il est considéré comme celui qui introduit la pratique dans l'empire romain, formant une rupture avec les institutions et les principes de la république romaine, bien que certaines preuves permettent de croire que la proskynèse était déjà pratiquée à la cour de Septimius Severus un siècle auparavant ainsi qu'au cours du règne de l'empereur Caligula dans la première moitié du Ier siècle. Cette pratique élève l'empereur au rang d'être divin, passant de simple citoyen romain à celui de dirigeant omnipotent. Ceux admis en sa présence doivent se présenter en silence, les mains voilées, se prosterner puis baiser le bord de son vêtement.  

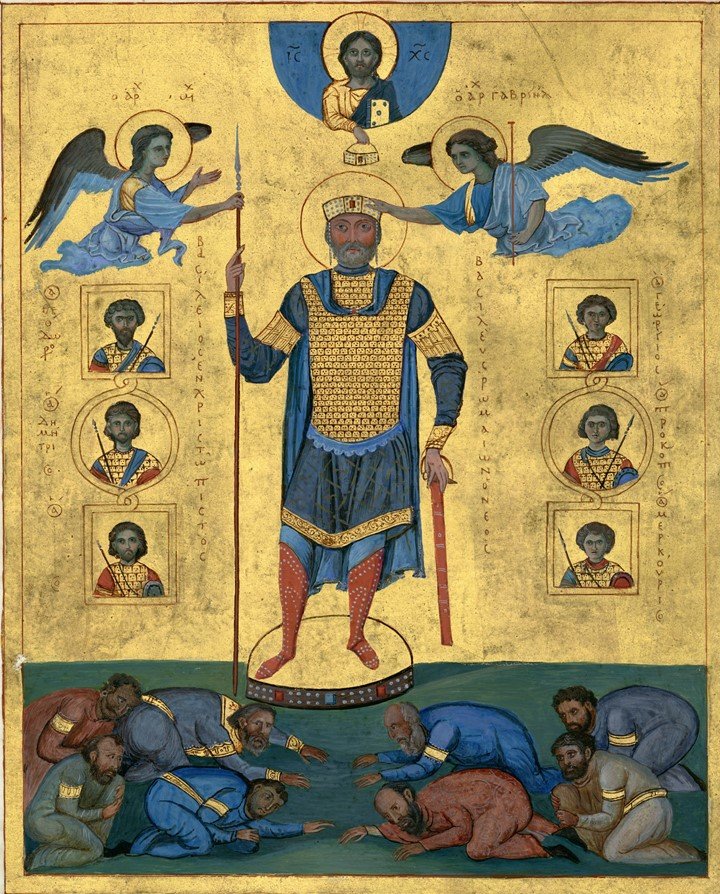
Psautier de Basile II, vers 1018 : proskynèse devant l'empereur byzantin Basile II, la sacralisation du souverain est évidente.

Comme pour les Grecs cinq siècles plus tôt, la pratique choque mais s'impose. Avec la conversion au christianisme de Constantin Ier, la proskynèse devient une partie d'un rituel élaboré faisant de l'empereur le « vice-régent de dieu sur terre ». 
En numismatique, on constate que l'effigie de l'empereur sur les pièces de monnaie ne portent plus la mention « Imperator » signifiant « commandant en chef » mais celle de D(ominus) N(oster) (« Notre Seigneur »).
Les Byzantins perpétuent cette tradition jusqu'au XVe siècle et la chute de Constantinople en 1453. Les sujets de l'empereur doivent s'allonger devant lui pour le saluer.
Le rituel est en revanche très courant en Orthodoxie. Le terme "proskinèsie" est du reste le terme théologique désignant la prosternation rituelle devant les icônes ou, pendant la liturgie, en direction de l'iconostase ou de l'autel. .
.
En islam, la dynastie fatimide établit des marques de déférence et de vénération qu'il fallait manifester à l'imam (calife chez les Fatimides) : se prosterner et baiser la terre devant l'imam. Cela ne manqua pas de soulever l'indignation des juristes sunnites qui considéraient que la prosternation n'est que pour Allah.